# James Campbell (baron de Glenavy)
Pour les articles homonymes, voir James Campbell et Campbell.
James Henry Mussen Campbell, baron de Glenavy, (4 avril 1851 – 22 mars 1931) est une personnalité politique britannique. Il est membre du Parlement du Royaume-Uni puis de l'Oireachtas (parlement) de l'État libre d'Irlande.

## Biographie
Il est né à Dublin et étudie à la Dr. Stacpoole's School à Kingstown (aujourd'hui Dún Laoghaire), puis au Trinity College de Dublin. Il obtient son baccalauréat en 1874. Après être admis au barreau irlandais en 1878, Campbell devint Conseiller de la reine en 1892. Six ans plus tard, il est élu député irlandais unioniste (Irish Unionist Alliance) pour la circonscription de Dublin St Stephen's Green. L'année suivante, il est admis au barreau britannique et, en février 1902, est élu bencher au Gray's Inn. En 1903, il a été élu à la Chambre des communes en tant que représentant de l'Université de Dublin. Il devient également Solicitor-General for Ireland la même année. Devenu procureur général du pays en 1905, il est nommé Conseil privé d'Irlande et, en 1916, il devient Lord Chief Justice of Ireland.
Une controverse considérable entoure les efforts pour le nommer juge : la proposition initiale de le nommer Lord Chancellor of Ireland se heurte à la vive résistance des nationalistes irlandais et de grands efforts sont déployés pour trouver un autre poste vacant. Il semble que le baron Atkinson ait été invité à se retirer de la Chambre des lords, mais qu'il l'ait refusé. Des pressions sont ensuite exercées sur le Lord Chief Justice d'Irlande, Richard Cherry, gravement malade, pour qu'il démissionne. Malgré son mauvais état de santé, Cherry hésite initialement à le faire, mais finit par accepter de prendre sa retraite en décembre 1916. Maurice Healy dans ses mémoires fait remarquer que Campbell est considéré comme le meilleur avocat irlandais de son temps, à l'exception peut-être d'Edward Carson.

## Guerre d'indépendance irlandaise
Campbell est nommé baronnet en 1917 et l'année suivante nommé Lord Chancelier d'Irlande. Pendant la guerre d'indépendance irlandaise, sa position est quelque peu ambiguë. En tant que chef du pouvoir judiciaire, le gouvernement britannique attend naturellement de lui qu'il fasse tout ce qui est en son pouvoir pour maintenir la domination britannique; mais comme sa carrière l'a montré, il ne s'est pas opposé à l'existence de l'État libre d'Irlande et est tout à fait disposé à jouer un rôle dans le nouveau gouvernement. Cette attitude pragmatique a naturellement irrité l'administration britannique, dont certains l’ont considérée comme une trahison. Mark Sturgis, le responsable du château de Dublin dont les mémoires donnent une image vivante des dernières années de la domination britannique, a condamné Campbell avec acharnement comme un lâche qui « ne fait rien et ne pense apparemment qu'à la meilleure façon de montrer au Sinn Féin qu'il est neutre et passif ». L'historien irlandais Robert Brendan McDowell a commenté à propos de cette critique et des critiques similaires de son successeur en tant que Lord Chancelier, Sir John Ross, selon lesquelles les deux hommes n'avaient pas l'intention de rester et de vivre en Irlande du Sud. Ross s'est installé à Tyrone et Sturgis est retourné en Angleterre. L'implication est qu'il est plus facile de s'opposer ouvertement et publiquement à l'anti-IRA si vous ne vivez pas dans un État dirigé par eux par la suite.
En 1921, il quitte ses fonctions en devenant baron Glenavy, de Milltown, dans le comté de Dublin.

## Premier président du Sénat de l'État libre irlandais
En 1922, William T. Cosgrave le nomme au Seaned la chambre haute du parlement du nouvel État libre d'Irlande, il en est élu Cathaoirleach (président) par ses collègues le 12 décembre 1922. Au beau milieu de la guerre civile irlandaise et peu de temps après sa nomination, son domicile familial à Kimmage (Dublin), est incendié par l'IRA anti-traité, dans le cadre de leur campagne contre les représentants du nouvel État.
Après les élections de 1925 au Seanad, il est réélu président le 9 décembre 1925 par 40 voix contre 12. Il n'est pas candidat à l'expiration de son mandat au sein du Seanad en 1928.

## Loi de 1924 sur les tribunaux
En janvier 1923, Lord Glenavy préside le comité judiciaire chargé de conseiller le conseil exécutif de l'État libre d'Irlande (cabinet) sur la création d'un nouveau système de tribunaux pour l'État libre d'Irlande. Ses recommandations sont mises en œuvre dans la loi de 1924 sur les tribunaux judiciaires Courts of Justice Act 1924, qui a largement créé le système judiciaire irlandais tel qu'il existe actuellement. Cette loi remplaça et reproduisit en réalité le système judiciaire existant, tel qu'établi par la loi de 1920 sur le gouvernement d'Irlande, Government of Ireland Act 1920. Les tribunaux du Dail sont déclarés illégaux, bien que leurs "jugements" restants fussent légalement reconnus par un acte distinct du l'Oireachtas.
Lord Glenavy est mort à Dublin en 1931 et est enterré dans le cimetière communal du Mount Jerome.